# Koffiedik

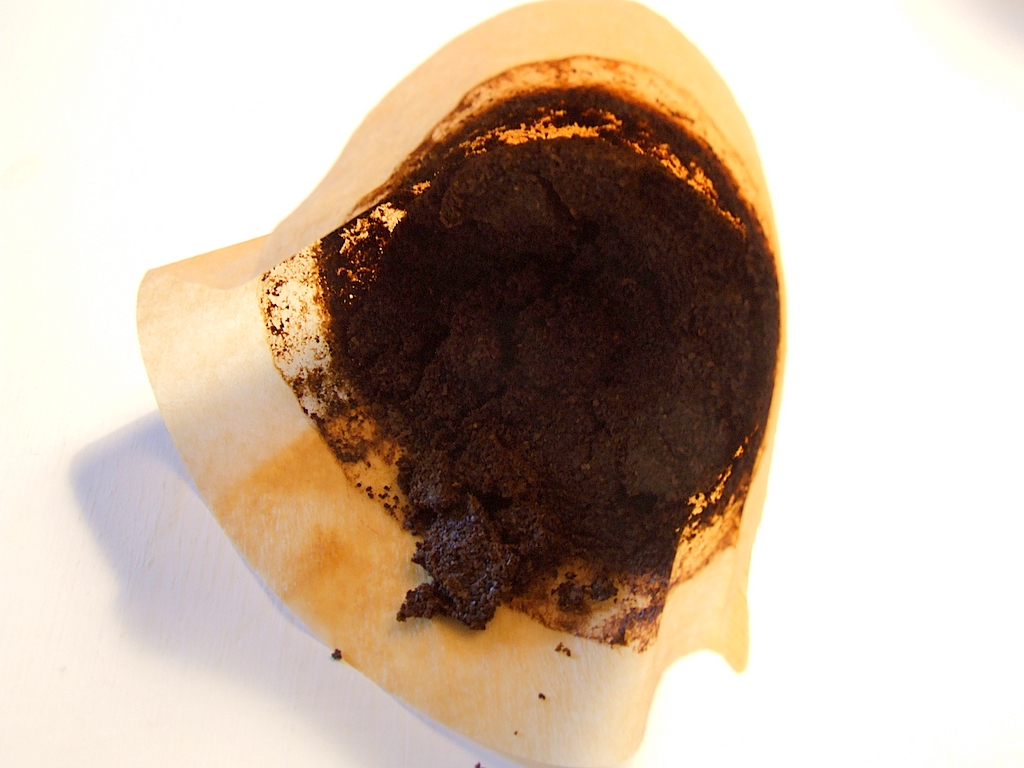
Koffiedik in een gebruikt filter

Koffiedik (ook wel koffiedrab, koffiegruis of koffieprut) is het bezinksel dat overblijft na het zetten van koffie. Koffiedik blijft bij het zetten van filterkoffie in het filter over. In het verleden kwam er vaak dik in het kopje terecht. Bij Turkse koffie blijft er altijd koffiedik in het kopje achter.

## Toepassingen met koffiedik
Sinds enige jaren gebruikt men koffiedik als substraat voor het kweken van paddenstoelen zoals de oesterzwam.
In de tuin kan koffiedik gebruikt worden om slakken en katten weg te houden, of als mest voor planten die van stikstofrijke voeding houden. Sommige planten groeien door stikstof weliswaar sneller maar worden door deze versnelde groei ook zwakker. Zo kunnen tomatenplanten veel blad ontwikkelen wat ten koste kan gaan van de kwaliteit van de vrucht.
Het wordt afgeraden om koffiedik in de afvoer te gooien. Soms wordt beweerd dat het regelmatig wegspoelen van koffiedik via de gootsteen verstoppingen kan voorkomen, omdat het de werking van schuurpapier zou hebben, maar de meeste loodgieters doen deze bewering af als een broodjeaapverhaal; koffie heeft de neiging om vet aan zich te binden en kan een beginnende verstopping daardoor juist verergeren. Beter is gebruik te maken van de GFT-bak of te composteren in de tuin.

## Uitdrukkingen en vernoemingen
- Een fietspad in het dorp Vries in de provincie Drenthe heet Koffiedik.

- De uitdrukking 'dat is koffiedik kijken' betekent 'bij gebrek aan informatie ergens niets met zekerheid over kunnen zeggen; in een onzekere toekomst blikken'.[5] De uitdrukking is afkomstig van het koffiedikkijken, een vorm van tasseografie waarbij aan de hand van achtergebleven koffiedik waarzeggerij wordt bedreven.